# Vertical Distribution of Ice in Arctic Clouds

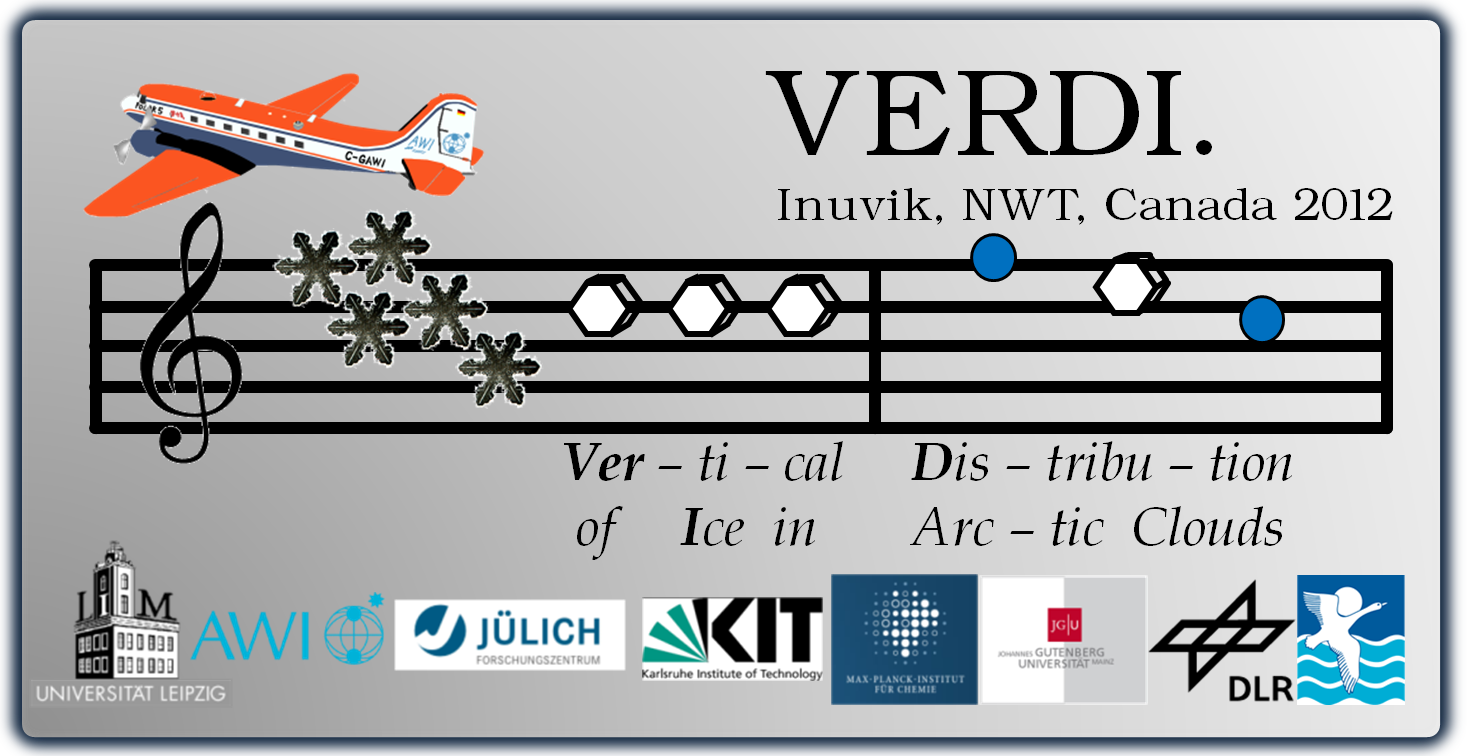
Logo der Messkampagne VERDI

Vertical Distribution of Ice in Arctic Clouds (VERDI) bezeichnet ein deutsches Forschungsprojekt zur Untersuchung arktischer Wolken, das unter der Leitung der Universität Leipzig im April/Mai 2012 stattfand. Ziel der Messungen war eine Verbesserung der Kenntnisse über die Wirkung von Wolken im arktischen Klimasystem. Die Kernfrage zielte auf die Verteilung von Eiskristallen und Wassertropfen innerhalb der Wolken ab, die je nach Temperatur und Entstehungsmechanismen der Wolken unterschiedlich sein kann.

## Messungen
Während VERDI wurden Wolken mit Hilfe von Flugzeugmessungen beobachtet und ihre Eigenschaften detailliert charakterisiert. Zum einen wurden Fernerkundungsmethoden (passiv und aktiv) verwendet, um die Wolken großflächig zu kartieren. Zum anderen wurden innerhalb der Wolke Anzahl und Größe der Wolkentropfen und Eiskristalle vermessen. Die Messungen wurden mit dem Forschungsflugzeug Polar 5 des Alfred-Wegener-Instituts für Polar- und Meeresforschung durchgeführt, das während der Messungen im kanadischen Inuvik stationiert war. Das Messgebiet umfasste die südöstliche Beaufortsee nördlich des Mackenzie-Deltas im Nordwesten Kanadas. Insgesamt wurden 16 Flüge zwischen dem 21. April und 17. Mai 2012 durchgeführt.

## Förderung
VERDI wurde durch das Alfred-Wegener-Institut für Polar- und Meeresforschung, die Deutsche Forschungsgemeinschaft, das Forschungszentrum Jülich und das Karlsruher Institut für Technologie gefördert. Weitere beteiligte Institute waren das Max-Planck-Institut für Chemie in Mainz, die Johannes Gutenberg-Universität Mainz und das Institut für Physik der Atmosphäre des DLR. Logistische Unterstützung wurde durch das Aurora Research Institute in Inuvik geleistet, welches Büroräume und Unterkünfte zur Verfügung stellte.